# Dekin
Dekin – organiczny związek chemiczny z grupy alkinów, ciekły węglowodór nienasycony zawierający 10 atomów węgla i jedno wiązanie potrójne. Wzór sumaryczny: C10H18, masa molowa 138,25 g/mol. Izomer dekinu o szkielecie nierozgałęzionym występuje w postaci 5 izomerów funkcyjnych:
- dek-1-in (1-dekin, dekin-1, oktyloacetylen): CH≡CCH2CH2CH2CH2CH2CH2CH2CH3;
- dek-2-in (2-dekin, dekin-2): CH3C≡CCH2CH2CH2CH2CH2CH2CH3; CAS 2384-70-5[2]
- dek-3-in (3-dekin, dekin-3): CH3CH2C≡CCH2CH2CH2CH2CH2CH3; t. wrz. 175-176 °C, CAS 2384-85-2[2]
- dek-4-in (4-dekin, dekin-4): CH3CH2CH2C≡CCH2CH2CH2CH2CH3; CAS 2384-86-3[2]
- dek-5-in (5-dekin, dekin-5): CH3CH2CH2CH2C≡CCH2CH2CH2CH3; t. topn. -73 °C, CAS 1942-46-7[2][3], PubChem 16030[4]

Właściwości chemiczne:
Dekiny są palne (temperatura zapłonu rzędu 40–90 °C) i ulegają reakcjom typowym dla alkinów, np. reakcji addycji z fluorowcami (bromem, chlorem, jodem).